# Heath (Derbyshire)
Pour les articles homonymes, voir Heath.
 (mars 2023).
Heath est un village du Derbyshire, en Angleterre.